# Rudolf Kilias
Rudolf Kilias (* 23. Februar 1929; † 17. Mai 1999) war ein deutscher Malakologe.

## Leben
Er studierte Biologie in Berlin. Nach der Promotion am 8. März 1957 und der Habilitation an der HU Berlin am 15. September 1970 war er von 1961 bis 1994 Kustos der Malakologischen Abteilung am Museum für Naturkunde der Humboldt-Universität zu Berlin und von 1970 bis 1990 stellvertretender Direktor des Museums.
Seine Forschungsschwerpunkte waren Weichtiere (Mollusken): hierzu gehören Untersuchungen zu taxonomisch-systematischen, anatomisch-morphologischen, faunistisch-ökologischen und angewandten Aspekten.